# 福島県道286号鴇子夏井停車場線

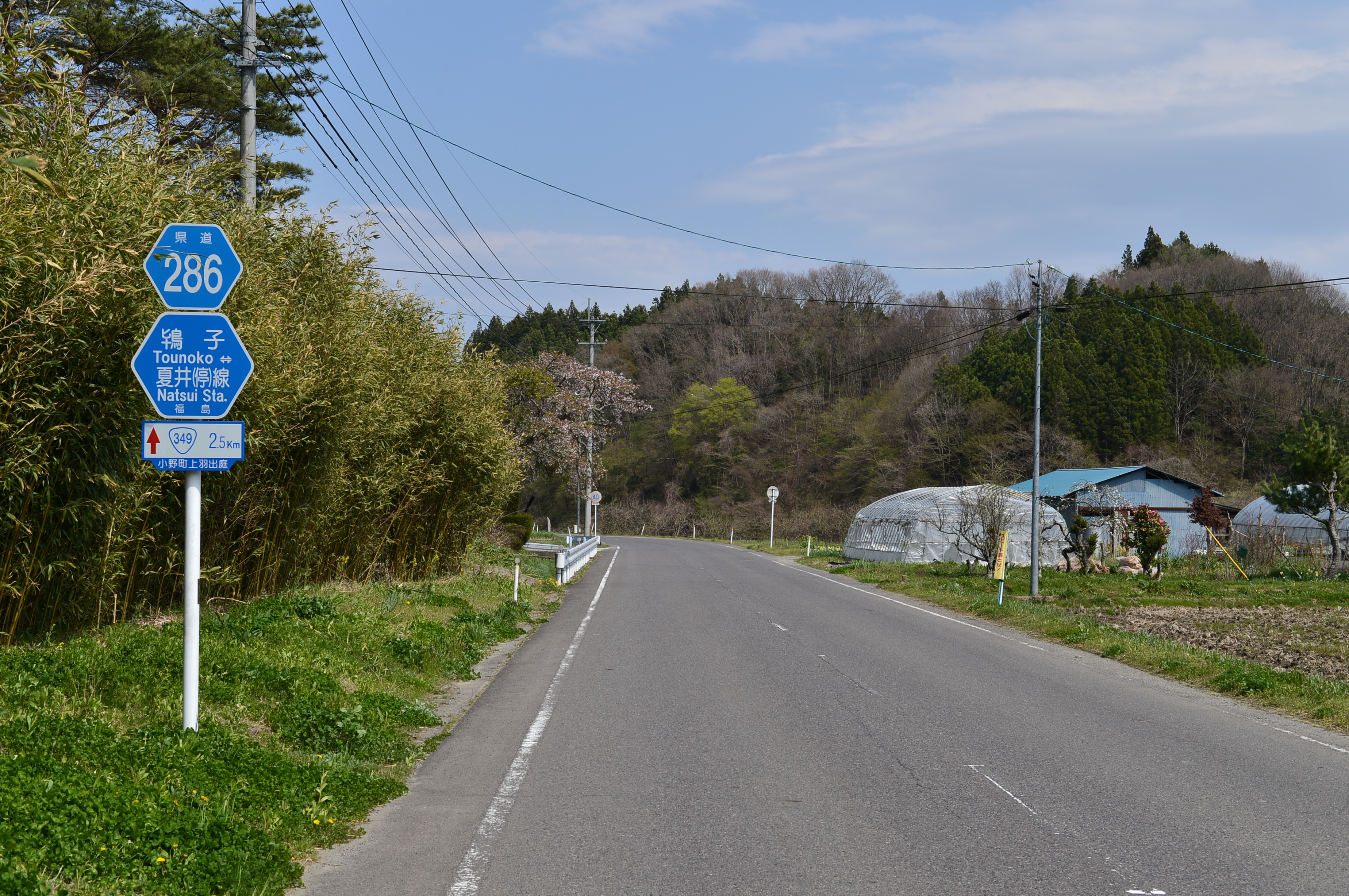
福島県道286号鴇子夏井停車場線
田村郡小野町上羽出庭（2015年4月）

福島県道286号鴇子夏井停車場線（ふくしまけんどう286ごう とうのこなついていしゃじょうせん）は、福島県石川郡平田村から田村郡小野町に至る一般県道である。

## 路線概要
- 起点：石川郡平田村大字鴇子字下荒井
- 終点：田村郡小野町大字夏井字町屋（JR磐越東線 夏井駅前）
- 総延長：9.020km[1]
  - 実延長：4.593km
- 路線認定年月日：1959年8月31日[2]

### 重用区間
- 福島県道136号平田小野線（石川郡平田村大字鴇子字下荒井（起点）～田村郡小野町大字上羽出庭字富貴）
- 国道349号（田村郡小野町大字塩庭字永志田～同町大字南田原井字梨子木平）
- 福島県道41号小野四倉線（田村郡小野町大字夏井字太子堂～同町大字夏井字町屋（終点））

### 道路施設
宮ノ前橋
- 全長：37.1m
- 幅員：7.5（10.0）m
- 形式：単純非合成鈑桁橋
- 竣工：1991年度

小野町南田原井から同町夏井に跨がり、二級水系夏井川水系十石川を渡る。旧橋梁の老朽化対策と幅員狭小による道路交通の安全確保のために緊急地方道整備事業により1989年度に着工された。総工費は2億2200万円。
樋橋
- 全長：48.4m
- 幅員：6.0m
- 竣工：1966年[4]

樋橋歩道橋
- 全長：50.0m
- 幅員：2.1m
- 竣工：1983年

小野町夏井字穴子から字太子堂に至り、二級水系夏井川を渡る。橋上は上下対向2車線で供用され歩道はなく、上流側に歩道橋が後に整備された。

## 地理

### 通過する自治体
- 石川郡平田村 - 田村郡小野町

### 交差する道路
- 平田村内
  - 国道49号（鴇子字下荒井 起点）
- 小野町内
  - 福島県道136号平田小野線 小野方面（上羽出庭字富貴）
  - 国道349号 水戸方面（塩庭字永志田）
  - 国道349号 田村方面（南田原井字梨子木平）
  - 福島県道41号小野四倉線 小野町中心部方面（夏井字太子堂）
  - 福島県道41号小野四倉線 いわき方面（夏井字町屋 終点）

### 沿線
- アルパインマニュファクチャリング
- 小野町立夏井第一小学校